# スティーヴン・マーロウ
スティーヴン・マーロウ（Stephen Marlowe, 1928年8月7日 - 2008年2月22日）、別名ミルトン・レッサー（Milton Lesser）は、アメリカ合衆国の小説家。

## 略歴
ニューヨーク市ブルックリン生まれ。ウィリアム・アンド・メアリー大学で哲学を専攻。
マーロウ名義では主にミステリを著した。ハードボイルドの分野では、探偵チェスター・ドラム（Chester Drum）というキャラクターを生み出したことで知られる。このキャラクターは"The Second Longest Night"（1955年）で初登場した。1997年にアメリカ私立探偵作家クラブから"Life Achievement Award"（「生涯功労賞」）を受賞。
ミステリ以外では、コロンブス、セルバンテス、ポーの自伝（を模した小説）なども書いた（下記リスト参照）。そのうち『秘録コロンブス手稿』は好評で、1988年にフランスのPrix Gutenberg du Livre（ギュタンベール・デュ・リーヴル賞）を受賞した。
レッサー名義ではSFを書いた。正確な科学知識を駆使した創作により、ジュブナイルSF界で独自の地位を築く。作品に、スターシップ・テーマの『第二の太陽へ』、ファースト・コンタクト・テーマの『宇宙大オリンピック』などがある。
主要な二つ以外にも複数の変名がある（アダム・チェイス、アンドルー・フレイザー、C・H・テイムズ、ジェイスン・リッジウェイ）。またエラリー・クイーン名義での作品もある（下記リスト参照）。
彼は、矢野徹によると旅行好きな人物であり訪れた国は20を超えるという。夫人のアンと共にヴァージニア州ウィリアムズバーグで暮らし、同地で没。

## 主要作品リスト

### ミルトン・レッサー名義
- Somewhere I'll Find You (1947)
- Earthbound (1952) 
  - 『ロケット練習生』（のち改題『少年宇宙パイロット』）
- Slaves to the Metal Horde (1954)
- Recruit for Andromeda (1959)
- Secret of the Black Planet (1965)
- Spacemen Go Home (1961)
- Stadium Beyond the Stars (1960) 
  - 『宇宙大オリンピック』（矢野徹訳、 岩崎書店）（のち改題『惑星オピカスに輝く聖火』）
- The Star Seekers (1953) 『第二の太陽へ』

### スティーヴン・マーロウ名義
- Catch the Brass Ring (1954)
- The Second Longest Night (1955)
- Model for Murder (1955)
- Turn Left for Murder (1955)
- Mecca for Murder (1956)
- Dead on Arrival (1956)
- Killers Are My Meat (1957)
- Murder Is My Dish (1957)
- Trouble Is My Name (1957)
- Terror Is My Trade (1958)
- Violence Is My Business (1958)
- Terror Is My Trade (1958)
- Double in Trouble (1959) ：リチャード・S・プラザー（Richard S. Prather）と合作
- Homicide Is My Game (1959)
- Blonde Bait (1959)
- Passport to Peril (1959)
- Danger Is My Line (1960)
- Death Is My Comrade (1960)
- Peril Is My Pay (1960)
- The Shining (1961)
- Manhunt Is My Mission (1961)
- Jeopardy Is My Job (1962)
- Francesca (1963)
- Drumbeat - Berlin (1964)
- Drumbeat - Dominique (1965)
- Drumbeat - Madrid (1966)
- The Search for Bruno Heidler (1966)
- Drumbeat - Erica (1967)
- Drumbeat - Marianne (1968)
- Come Over, Red Rover (1968)
- The Summit (1970)
- Colossus (1974) 
  - 『コロッサス』（中村保男訳）、のち改題『夢魔と愛 ゴヤ』（文化放送開発センター出版部）
- The Man with No Shadow (1974)
- The Cawthorn Journals (or Too Many Chiefs) (1975)
- Translation (1976) 
  - 『呪われた絵』（高儀進訳、角川書店）
- The Valkyrie Encounter (1978) 
  - 『通達、総統は死んだ - ヒトラー暗殺計画』 （中山善之訳、サンリオ出版）
- Deborah's Legacy (1983)
- The Memoirs of Christopher Columbus (1987) 
  - 『秘録コロンブス手稿』上・下（増田義郎訳、文藝春秋）
- Lighthouse at the End of the World (1995) 
  - 『幻夢 - エドガー・ポー最後の5日間』（広津倫子訳、徳間文庫）
- The Death and Life of Miguel De Cervantes (1996) 
  - 『ドン・キホーテのごとく - セルバンテス自叙伝』（増田義郎訳、文藝春秋）

### その他の名義
アダム・チェイス（Adam Chase）名義
- The Golden Ape (1959)

アンドルー・フレイザー（Andrew Frazer）名義
- Find Eileen Hardin - Alive! (1959)
- The Fall of Marty Moon (1960)

ジェイスン・リッジウェイ（Jason Ridgway）名義
- West Side Jungle (1958)
- Adam's Fall (1960)
- People in Glass Houses (1961)
- Hardly a Man Is Now Alive (1962)
- The Treasure of the Cosa Nostra (1966)

エラリー・クイーン名義
- Dead Man's Tale (1961) 
  - 『二百万ドルの死者』